# Nagari Maninjau
Nagari Maninjau is een bestuurslaag in het regentschap Agam van de provincie West-Sumatra, Indonesië. Nagari Maninjau telt 3681 inwoners (volkstelling 2010).